# Орден Флага Республики Сербской
Орден Флага Республики Сербской учрежден 25 июля 2002 года.
Орден предназначен для награждения за труд и выдающиеся заслуги в послевоенном развитии Республики Сербской, укреплении мира и международного сотрудничества, за результаты и достижения более широкого значения и масштаба в утверждении Республики Сербской.
Орден имеет две степени: Орден Флага с золотым венком (Орден заставе са златним вијенцем) и Орден Флага с серебряным венком (Орден заставе са сребрним вијенцем).
| Внешний вид   |  |
|               |  |
| Лента отличия |  |
|               |  |

## Награжденные

### Орден Флага Республики Сербской с золотым венком
- Митрополит Дабро-Босанский Николай (2010)
- Предраг Лазаревич (2012)
- Александр Боцан-Харченко (2013)
- Ясмина Вуйич (2013)
- Ассоциация «Создатели Республики Сербской», (2015)
- Игорь Щëголев (2015)
- Ансамбль песни и пляски Российской армии имени А. В. Александрова (2017)
- Эмир Кустурица (2018)
- Марко Павич (2018)
- Пëтр Иванцов (2019)
- Чен Бо (2019)
- Народный театр Республики Сербской (2020)
- Александр Вулин (2020)
- Министерство внутренних дел Республики Сербской (2022)
- Синиша Михайлович (2023)
- Матия Бечкович (2023)
- Никола Йокич (2024)
- Богдан Богданович (2024)

### Орден Флага Республики Сербской с серебряным венком
- Эльдар Гасанов (2014)
- Железорудный рудник Любия (2016)
- Хосе Мухика (2016)
- Виталий Чуркин (2017)
- Иоганн Гуденус (2018)
- Павел Дорохин (2018)
- Владимир Николич (2020)
- Даница Груичич (2024)